# Кочетков, Анатолий Александрович
Анатолий Александрович Кочетков (7 апреля 1936, Сталино — 17 июня 1996) — советский хозяйственный, государственный и партийный деятель.

## Биография
Родился в 1936 году в г. Сталино (сегодня Донецк). Член КПСС с 1956 года.
С 1956 года — на хозяйственной, общественной и партийной работе.
В 1956—1991 годы — на ответственных должностях в химической промышленности Тамбовской области:
- первый секретарь Котовского городского комитета КПСС,
- первый секретарь Тамбовского городского комитета КПСС,
- второй секретарь Тамбовского областного комитета КПСС,
- первый заместитель Министра по производству минеральных удобрений СССР.

Избирался депутатом Верховного Совета РСФСР 10-го созыва.
Умер в Москве в 1996 году.